# Grégoire de Saint-Vincent

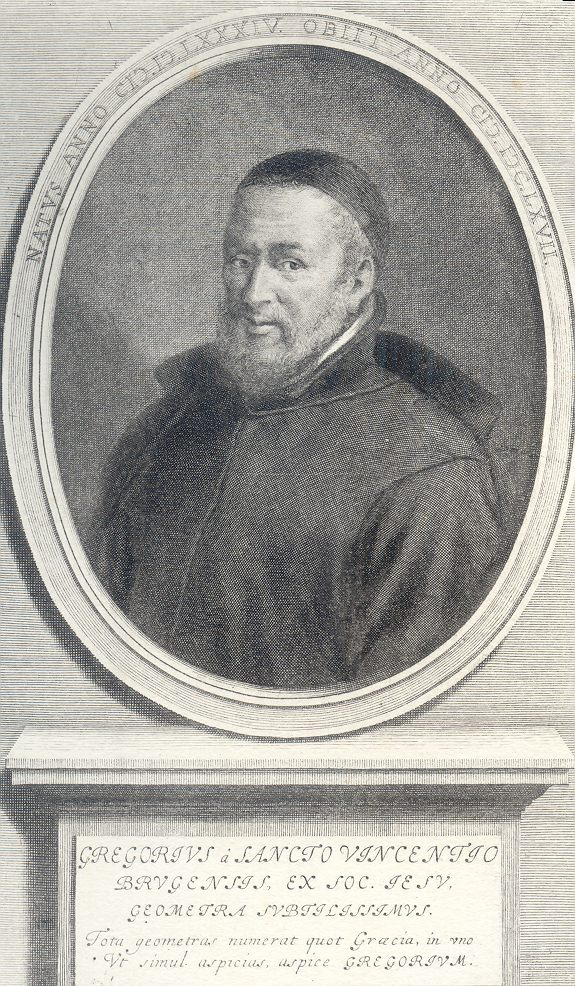
Grégoire de Saint-Vincent.

Grégoire de Saint-Vincent (latin: Gregorius a Sancto Vincentio, nederländska: Gregorius van St-Vincent), född den 8 september 1584 i Brygge, död den 27 januari 1667 i Gent, var en flamländsk matematiker och jesuit. Han är känd för att ha upptäckt decimallogaritmen. Delvis tillskrivs den upptäckten dock Alphonse Antonio de Sarasa.
År 1600 studerade Saint-Vincent vid universitetet i Douai. Han blev 1605 novis hos jesuiterna i Rom. Vid denna tid var Saint-Vincent matematikern Christophorus Clavius skyddsling och en entusiastisk beundrare av Galileo Galilei. Han lämnade Rom efter Clavius död 1612. Saint-Vincent återvände då till Flandern, grundade skolan för matematik i Antwerpen, blev professor i Antwerpen (1617–1620) och i Leuven (1621–1625). Under denna period skrev han sitt magnum opus, det i tio böcker uppdelade Opus geometricum quadraturae circuli et sectionum coni, publicerat 1647. I Antwerpen var han läromästare till Jean-Charles de la Faille.

## Bibliografi

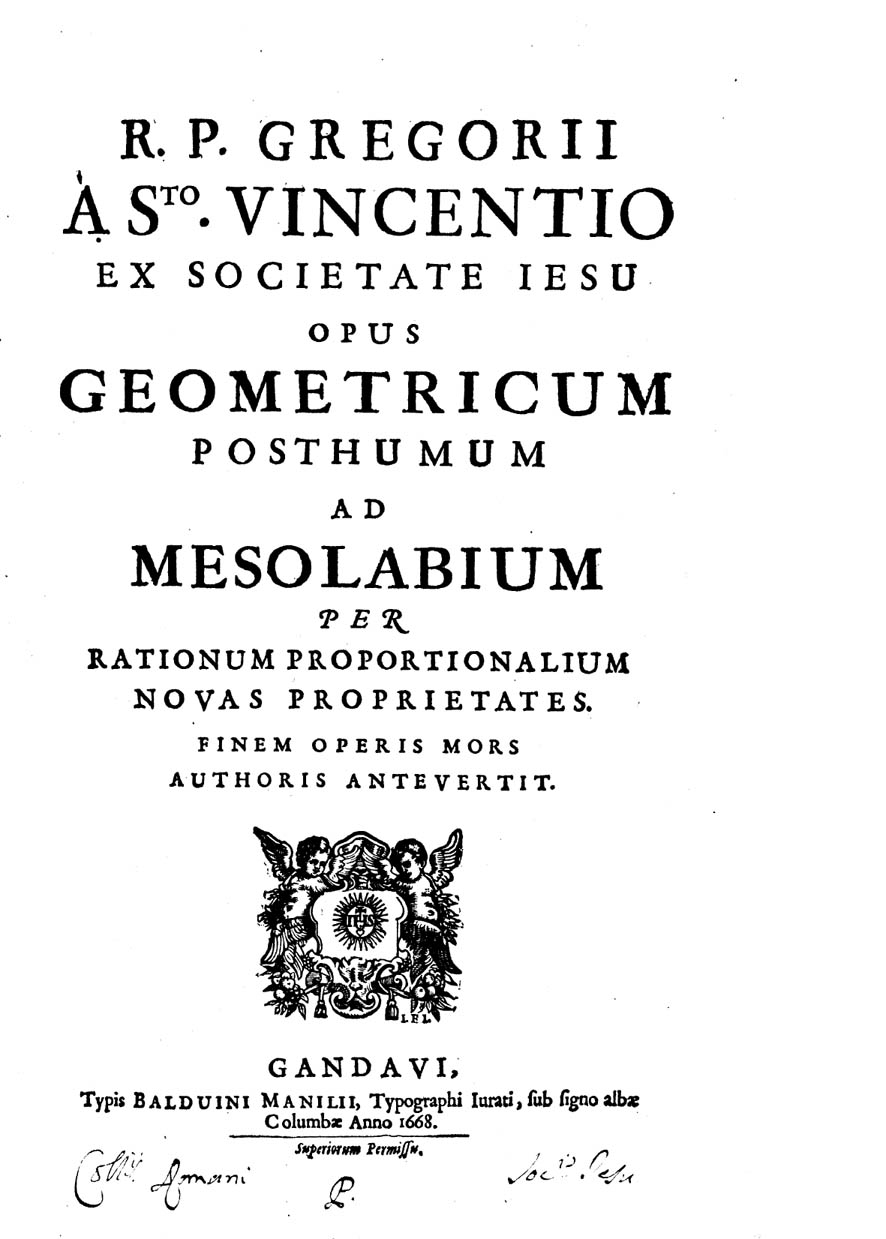
Opus geometricum posthumum, 1668